# Новоберезовське
Новобере́зовське (рос. Новоберёзовское) — село у складі Шилкинського району Забайкальського краю, Росія. Адміністративний центр Новоберезовського сільського поселення.

## Населення
Населення — 383 особи (2010; 464 у 2002).
Національний склад (станом на 2002 рік):
- росіяни — 99 %